# Wilfried Zahibo
Wilfried Aimeric Zahibo (Marseille, 21 augustus 1993) is een Frans voetballer die bij voorkeur als defensieve middenvelder speelt. Hij tekende in 2014 bij Valencia CF.

## Clubcarrière
Zahibo werd geboren in Marseille en speelde in de jeugd bij AC Ajaccio, waar hij op een bekerwedstrijd na niet verder kwam dan het tweede elftal. In 2013 trok hij naar CF Fuenlabrada. In januari 2014 tekende de defensief ingestelde middenvelder een tweejarig contract bij Valencia CF, waar hij bij het tweede elftal begon. Op 16 december 2014 debuteerde hij in het eerste elftal in de Copa del Rey tegen Barakaldo CF. Op 14 januari 2016 maakte de Fransman zijn eerste treffer voor Los Che in het bekerduel tegen Granada CF. Zijn eerste competitieoptreden volgde op 24 januari 2016. In de uitwedstrijd tegen Deportivo La Coruña liet Gary Neville Zahibo in de basiself starten.